# Parliamone (programma televisivo)
Parliamone è un programma televisivo italiano, andato in onda dal lunedì al giovedì nel daytime di Rai Premium dalle 13.25 con la conduzione di Maurizio Costanzo.

## Il programma
Maurizio Costanzo torna con un programma quotidiano dopo la precedente esperienza su Rai 2 con Maurizio Costanzo Talk. Attualità, ospiti e storie vengono trattati in ogni puntata con la presenza fissa in collegamento telefonico di un direttore o vice-direttore (lunedì e mercoledì di un quotidiano, martedì e giovedì di una rivista). La puntata è aperta spesso dalle letture delle e-mails e delle lettere dei telespettatori. Il venerdì va in onda una sorta di "Meglio di" chiamato RiParliamone.

### Puntate e ospiti
| Puntata | Messa in onda  | Ospiti |
| ------- | -------------- | --- |
| 1       | 14 marzo 2016  | Rassegna stampa con il Direttore de Il Messaggero Virman Cusenza, Renzo Arbore |
| 2       | 15 marzo 2016  | Rassegna stampa con il Direttore di Novella 2000 e Visto Roberto Alessi, Pino Strabioli ed in collegamento telefonico Antonello Falqui, Elisa D'Ospina (modella curvy e scrittrice) |
| 3       | 16 marzo 2016  | Bruno Vespa (in collegamento telefonico), Maria Fida Moro (scrittrice e figlia di Aldo Moro in collegamento telefonico), Rassegna stampa con il Direttore di Libero Maurizio Belpietro, Mario Locatelli (maestro e giudice di ballo) e la moglie Elisa Locatelli (coppia di ballerini di terza età) ed in collegamento telefonico Francesco Landi (Primario Geriatria Ospedale Gemelli di Roma) |
| 4       | 17 marzo 2016  | Rassegna stampa con il Direttore de L'Espresso Luigi Vicinanza, Alessandra Panelli, Franco Manna |
| 5       | 21 marzo 2016  | Rassegna stampa con il Direttore del Corriere della Sera Luciano Fontana, Matteo Persica (scrittore), Marinella Cozzolino (psicoterapeuta e sessuologa) |
| 6       | 22 marzo 2016  | Rassegna stampa con la Direttrice di Eva 3000 Roberta Damiata, Erminia Manfredi (moglie di Nino Manfredi), Gian Ettore Gassani (Presidente Associazione Avvocati Matrimonialisti e scrittore) |
| 7       | 23 marzo 2016  | Rassegna stampa con il Direttore de Il Giornale Alessandro Sallusti, Ricky Tognazzi, Serena Missori (scrittrice, endocrinologa e nutrigenomica) e Dyana Vallesi Raimondi (paziente celiaca) |
| 8       | 24 marzo 2016  | Rassegna stampa con il Vice-Direttore di Chi Massimo Borgnis, Sarah Scola (Procuratore Aggiunto della Polizia di Stato) e Tullia Medau (signora anziana truffata), Enzo De Caro |
| 9       | 28 marzo 2016  | Marco Varvello (in collegamento video da Cambridge), Enrico Vaime, Ivano e Symayai (coppia di sposi italiano-Masai) |
| 10      | 29 marzo 2016  | Rassegna stampa con la Direttrice di Dove Simona Tedesco, Paolo Jannacci, Filomena e Gino (coppia di fidanzati di terza età) |
| 11      | 30 marzo 2016  | Piero Angela, Rassegna stampa con il Direttore di Libero Maurizio Belpietro, Arturo Ramella (Presidente Associazione Mondiale Cercatori d'oro) |
| 12      | 31 marzo 2016  | Rassegna stampa con il Direttore di Oggi Umberto Brindani, Edoardo Vianello e Wilma Goich (in collegamento telefonico), Giuseppe Culicchia |
| 13      | 4 aprile 2016  | Giulio Scarpati, Rassegna stampa con il Direttore de Il Secolo XIX Alessandro Cassinis, Andrea Arru (baby modello di 8 anni e mezzo) |
| 14      | 5 aprile 2016  | Chiara Ricci (scrittrice, non attrice), Rassegna stampa con la Direttrice di Io Donna Diamante D'Alessio, Giorgia Benusiglio (scrittrice) |
| 15      | 6 aprile 2016  | Gianluca Guidi, Rassegna stampa con la Direttrice di Eva 3000 Roberta Damiata, Paola Vinciguerra (psicoterapeuta presso EuroDap, la clinica dello stress, a Roma) e Francesco (paziente) |
| 16      | 7 aprile 2016  | Sandra Milo, Rassegna stampa con l'Editorialista de L'Espresso Bruno Manfellotto, Enrica Tavecchio (professoressa, detta "Nonna Ciccia", che scrive pillole ai grandi della terra) |
| 17      | 11 aprile 2016 | Francesco Pannofino, Rassegna stampa con la Direttrice di Grazia Silvia Grilli, Laura Castellano (biologa marina nell'Acquario di Genova) |
| 18      | 12 aprile 2016 | Simona Izzo, Rassegna stampa con la Direttrice di Gente Monica Mosca, Giuseppe Rabita (Titolare Agenzia Investigativa) e Marica Palmisano (Grafologa) |
| 19      | 13 aprile 2016 | Katia Ricciarelli, Rassegna stampa con il Direttore di Tv Sorrisi e Canzoni Aldo Vitali, Paolo Canova (matematico e scrittore) e Diego Rizzuto (fisico e scrittore) ed in collegamento telefonico Paola Vinciguerra (psicoterapeuta presso EuroDap, la clinica dello stress, a Roma) |
| 20      | 14 aprile 2016 | Giuditta Saltarini, Rassegna stampa con il Vicedirettore di Chi Massimo Borgnis, Ivan Cotroneo e Leonardo Pazzagli |
| 21      | 18 aprile 2016 | Giacomo Galeazzi, Rassegna stampa con il Direttore de Il Corriere della sera Luciano Fontana, Giordana Fauci (scrittrice) |
| 22      | 19 aprile 2016 | Enrica Bonaccorti, Rassegna stampa con il Direttore di DiPiù Sandro Mayer, Fiorenzo Bresciani (Presidente Associazione Casalinghi Italiani) e Fabrizio Diolaiuti (scrittore e giornalista) |
| 23      | 20 aprile 2016 | Massimo Lopez, Rassegna stampa con la Direttrice di Vero, Vero Tv e In famiglia Laura Bozzi, Enrica Tavecchio (professoressa, detta "Nonna Ciccia", che scrive pillole ai grandi della terra) |
| 24      | 21 aprile 2016 | Rocco Papaleo, Rassegna stampa con il direttore di Vanity Fair Luca Dini, Paola Vinciguerra (psicoterapeuta presso EuroDap, la clinica dello stress, a Roma) e Martina (paziente e studentessa universitaria) |
| 25      | 25 aprile 2016 | |
| 26      | 26 aprile 2016 | Rosanna Vaudetti e Rassegna stampa con il Direttore di Novella 2000 e Visto Roberto Alessi, Jolanda Restano (Imprenditrice e Responsabile progetto web Fattore Mamma) |
| 27      | 27 aprile 2016 | Franco Di Mare e Rassegna stampa con il Direttore de La Stampa Maurizio Molinari, Federico Tonioni (Responsabile Area Dipendenze Patologiche Policlinico Agostino Gemelli di Roma) |
| 28      | 28 aprile 2016 | Amadeus e Rassegna stampa con il Direttore di Oggi Umberto Brindani, Margherita Moioli (Terapista Neuropsicomotricità Età Evolutiva) ed Alessandro Albizzati (Neuropsichiatra Infantile) |
| 29      | 2 maggio 2016  | Michela Andreozzi e Rassegna stampa con la Direttrice di Eva 3000 Roberta Damiata e Dolores Cellilli (impiegata e ragazza adottata) e Raffaele Morelli (in collegamento video da Milano) |
| 30      | 3 maggio 2016  | Dario Salvatori e Rassegna stampa con la Direttrice di Gente Monica Mosca, Rosanna Lambertucci e Damiana Melasecca (paziente che fa parte del Gruppo Facebook "Dieta Social") |
| 31      | 4 maggio 2016  | Sergio Friscia e Rassegna stampa con il Direttore di Tv Sorrisi e Canzoni Aldo Vitali, Laura Dalla Ragione (Direttrice Centro Anoressia di Todi) e Giulia Conte (paziente) |
| 32      | 5 maggio 2016  | Enzo Iacchetti e Rassegna stampa con la Direttrice di Vero, Vero Tv e In famiglia Laura Bozzi e Umberto Graziano (comico, frontman dei Tressardi) e Cesare Spiga (ex clochard) |
| 33      | 9 maggio 2016  | Tommaso Le Pera (Fotografo ed Artista di scena) e Anna Testa (giornalista e scrittrice) e Rassegna stampa con il Direttore de Il Messaggero Virman Cusenza, Fiorenzo Bresciani (Presidente Associazione Casalinghi Italiani) e Fabrizio Diolaiuti (scrittore e giornalista) |
| 34      | 10 maggio 2016 | Paola Pitagora e Rassegna stampa con la Direttrice di Io Donna Diamante D'Alessio, Giorgio Ceccarelli (Presidente Associazione Figli Negati) e Gian Ettore Gassani (Presidente Associazione Avvocati Matrimonialisti e scrittore) |
| 35      | 11 maggio 2016 | Massimo Dapporto e Rassegna stampa con il Vice-Direttore di Chi Massimo Borgnis e Francesco Peverini (Direttore Fondazione Disturbi del sonno e scrittore) |
| 36      | 12 maggio 2016 | Leo Gullotta e Rassegna stampa con il Direttore di Oggi e di Cucino sano e leggero Umberto Brindani e John Aimo (pilota di dirigibili, campione ed istruttore di mongolfiere) |
| 37      | 16 maggio 2016 | Gianmaurizio Foderaro (giornalista Radio Rai) e Rassegna stampa con la Direttrice di Grazia Silvia Grilli, Marco Fornari (fondatore Pelosi Liberation Front in studio con un gatto afghano Nala) e Francesco Petretti (docente di Zoologia dell'Università di Camerino) |
| 38      | 17 maggio 2016 | Giacomo Galeazzi e Rassegna stampa con il Caporedattore Marie Claire Antonio Mancinelli, Sarah Scola (Procuratore Aggiunto della Polizia di Stato) e Gianni Brusadelli (protagonista di salvataggio di immigrati) |
| 39      | 18 maggio 2016 | |
| 40      | 19 maggio 2016 | Giuliana Longari e Pino Frisoli (scrittore e storico della televisione) e Rassegna stampa con la Direttrice di Donna Moderna Annalisa Monfreda, Roberto Vacca |
| 41      | 23 maggio 2016 | Gigi e Ross, Rassegna stampa con il Direttore del Corriere della Sera e Luciano Fontana, Carolina Tana (scrittrice) |
| 42      | 24 maggio 2016 | Umberto Broccoli e Rassegna stampa con il Vicedirettore di Chi Massimo Borgnis, Valerio Badiali (chirurgo plastico) e Paola D'Onchia (ballerina e performer di Burlesque) |
| 43      | 25 maggio 2016 | Paolo Conticini e Rassegna stampa con il Direttore di Oggi Umberto Brindani e con la Direttrice di Eva 3000 Roberta Damiata e Claudia Papale (Comandante Guastatori Esercito Italiano) |
| 44      | 26 maggio 2016 | Lorella Cuccarini e Rassegna stampa con il Direttore di Vanity Fair Luca Dini, Francesco Peverini (Direttore Fondazione Disturbi del sonno e scrittore) |